# 切尔泽托
切尔泽托（義大利語：Cerzeto），是意大利科森扎省的一个市镇。总面积21平方公里，人口1292人，人口密度61.5人/平方公里（2009年）。ISTAT代码为078039。